# Oberried am Brienzersee
Oberried am Brienzersee är en ort och kommun vid Brienzsjön i distriktet Interlaken-Oberhasli i kantonen Bern, Schweiz. Kommunen har 469 invånare (2023).